# Isothrix sinnamariensis
Isothrix sinnamariensis is een zoogdier uit de familie van de stekelratten (Echimyidae). De wetenschappelijke naam van de soort werd voor het eerst geldig gepubliceerd door Vié, Volobouev, Patton & Granjon in 1996.